# تپه پوز انبارک
تپه پوز انبارک مربوط به سده‌های متاخر دوران‌های تاریخی پس از اسلام است و در شهرستان زابل، بخش شیب آب، دهستان لوتک، روستای پوزانبارک واقع شده و این اثر در تاریخ ۲۷ اسفند ۱۳۸۶ با شمارهٔ ثبت ۲۲۶۷۴ به‌عنوان یکی از آثار ملی ایران به ثبت رسیده است.